# Болгари Бессарабії

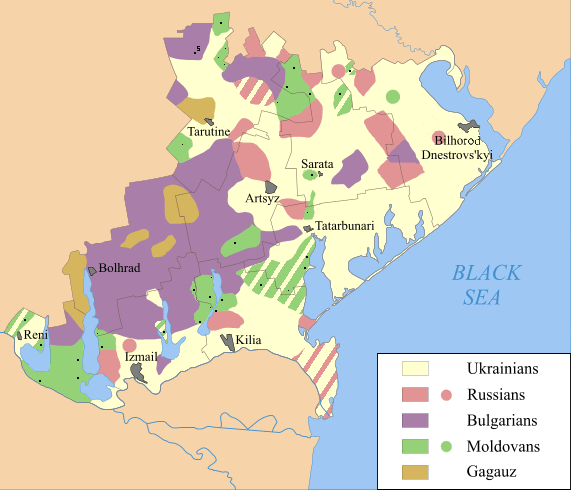
Території Буджаку, населені болгарами (позначені фіолетовим)

Болгари Бессарабії (болг. Бесарабски българи рум. Bulgari basarabeni) — болгари, що мешкають в історичному регіоні Бессарабія, розташованій нині на частинах територій України та Молдови.

## Сталінський геноцид
Під час Голодомор в Бессарабії 1946-1947 років загинуло 150 тисяч болгар, що становить третину їх кількості.

## Розселення та кількість
За офіційною статистикою в Республіці Молдова 1989 року мешкало 88 419 осіб болгарської національності. За переписом, проведеним у жовтні 2005 року, в Молдові мешкало 65 072 болгар, без урахування болгар Придністров'я.
Болгари мешкають у різних населених пунктах Молдови, включно зі столицею Кишиневом, де переважають змішані шлюби. найбільша концентрація болгарського населення — у південній частині країни: Тараклійський район — 28 500 осіб, або 66%, Кагульський район, Леовський район, Кантемірський район, а також Республіка Гагауз Ері. У Гагаузії мешкає приблизно 8 000 болгар, або 5% населення.
В українській частині Бессарабії болгари є численнішими — 140 000 осіб. Переважно це населення Болградського району. Чимало болгар мешкає в Тарутинському, Арцизькому, Саратському, Ізмаїльському й Татарбунарському районах Одещини. Незначною меншістю є болгари в Кілійському та Білгород-Дністровському районах.
Хоча місто Одеса й розташоване за межами історичного регіону  Бессарабія, чимало болгар переселилися туди.